# 答问
答问（直译：「答复」）是指由法律学者针对向其提出的问题而做出的一系列书面决定和裁决所组成的答复。在现代，该术语主要用于描述历史上学者们对宗教律法里的各种重大问题的处理所做出的决定和裁决。

## 罗马帝国
罗马法中承认（即法学家的答复和思想）的效用，其与源自政務官、元老院以及皇帝的法律一道为成文法（ius scriptum）的来源之一。
这类答问书的一个尤为著名且极具影响力的例子是《Digesta》（又称Digests）。该书共90卷，是公元2世纪著名法学家萨尔维乌斯·尤利安努斯（Salvius Julianus）的主要著作。这是一部关于民法和禁卫军法的系统论述，包含对真实案件和假设案件的問答，被许多后来的罗马法律作家所引用。

## 天主教
在天主教会中，答问（responsa）是指主管行政当局对天主教会主教向圣座提出的具体疑问（拉丁语为dubia）的答复。由宗座法典条文解释理事会作出的問答，经权威性解释后颁布后具有1983年《天主教法典》第16条第2款规定的法律效力。其他答问不具有此种约束力，但仍具有高度权威性。

## 拓展阅读
- She'elot U-Teshubot, Jewish Encyclopedia
- Cowley, Arthur Ernest. .  13 (第11版). London: 169–176. 1911.
- Ginzberg, Louis. David Golinkin , 编. . Volume 16 of Moreshet Series: Studies in Jewish History and Thought. New York: Jewish Theological Seminary of America. 1996. ISBN 9789654560214. OCLC 36974955. Excerpts.